# Опівнічник
«Опівнічник» («Naktibalda») — радянський художній фільм 1973 року, знятий режисером Арунасом Жебрюнасом на Литовській кіностудії.

## Сюжет
На тлі міських будівель летить маленький червоний планер. А його хазяїн, хлопчик Домас, на уроках постійно спить. Мало того, він ніколи не відчуває своєї провини. Класний керівник неодноразово викликала його батьків до школи. Лікарю-психіатру, схибленому на йозі, Домас здався здоровим. Сон — це свідомий вибір хлопчика. У житті скромний, а у снах сміливий, готовий стрілятися на дуелі чи сучасною гранатою знищити ворожий загін.

## У ролях
- Дарюс Браткаускас — Домас (дублював Вадим Симонов)
- Дайва Дауйотіте — Зіта (дублювала Катя Циганова)
- Артурас Вегіс — Пятрас (дублював Андрій Осипов)
- Зігмас Вишняускас — Тренкус (дублював Женя Павловський)
- Артурас Правілоніс — Шиша (дублювала Рита Сергеєчева)
- Долореса Казрагіте — мати Домаса (дублювала Лідія Колпакова)
- Гедімінас Гірдвайніс — батько Домаса (дублював Юрій Соловйов)
- Егле Габренайте — Егле, класний керівник (дублювала Людмила Старіцина)
- Казіс Тумкявічюс — генерал (дублював Павло Кашлаков)
- Ірина Мурзаєва — бабуся Зіти (дублювала Людмила Ксенофонтова)
- Броне Марія Брашкіте — вчителька географії
- Альфонсас Добкявічюс — риболов
- Владас Юркунас — директор школи
- Ірена Леонавічюте-Браткаускене — мати Алюса
- Йонас Пакуліс — лікар-психіатр
- Вітаутас Паукште — вчитель малювання

## Знімальна група
- Режисер — Арунас Жебрюнас
- Сценарист — Юрій Яковлєв
- Оператор — Альгімантас Моцкус
- Композитор — В'ячеслав Ганелін
- Художник — Юзефа Чейчіте